# Johan Ramstedt
Johan Olof Ramstedt est un homme d'État suédois né le 7 novembre 1852 à Stockholm et mort le 15 mars 1935 dans cette même ville. Il est nommé ministre d'État en avril 1905, mais ne parvient pas à résoudre la crise qui frappe l'union Suède-Norvège. Il est contraint de démissionner au mois d'août.
Sa fille Eva Ramstedt est une physicienne et universitaire.